# Ващенко Гавриїл Харитонович
Гавриї́л Харито́нович Ва́щенко (біл. Гаўрыіл Харытонавіч Вашчанка, рос. Гавриил Харитонович Ващенко; *20 червня 1928, с. Чикаловичі, Брагінський район, Гомельська область, БРСР — 14 лютого 2014) — білоруський живописець; Заслужений діяч мистецтв БРСР (1977), професор (1980), Народний художник Білорусі (1988).

## Біографія
Гавриїл Харитонович Ващенко народився 20 червня 1928 року в селі Чикаловичах Брагінського району Гомельської області.
Будучи вихідцем з білоруської поліської глибинки Гавриїл Харитонович пройшов всі стадії становлення митця. Після закінчення Київського художнього училища він вступив до Львівського державного інституту прикладного та декоративного мистецтва, яке закінчив у 1955 році.
З 1955-го ж року Г. Х. Ващенко — на педагогічній роботі, зокрема 5 років викладав у Республіканському художньому училищі в місті Кишиневі (Молдова).
У 1957 році, через 2 роки після закінчення інституту, Гавриїл Ващенко був прийнятий у члени Спілки художників СРСР.
У 1961 році художник повернувся до Білорусі.
З 1961 року в Білоруському театрально-художньому інституті, завідувач кафедрою монументально-декоративного мистецтва там же (з 1975 року). Протягом 30 років Гавриїл Харитонович Ващенко очолював кафедру монументального мистецтва Білоруського театрально-художнього інституту (нині Білоруська державна академія мистецтв). За час роботи в інституті Гавриїл Харитонович випустив понад 200 учнів, багато з яких стали не менш відомими, ніж їхній наставник.

## Творчість і визнання

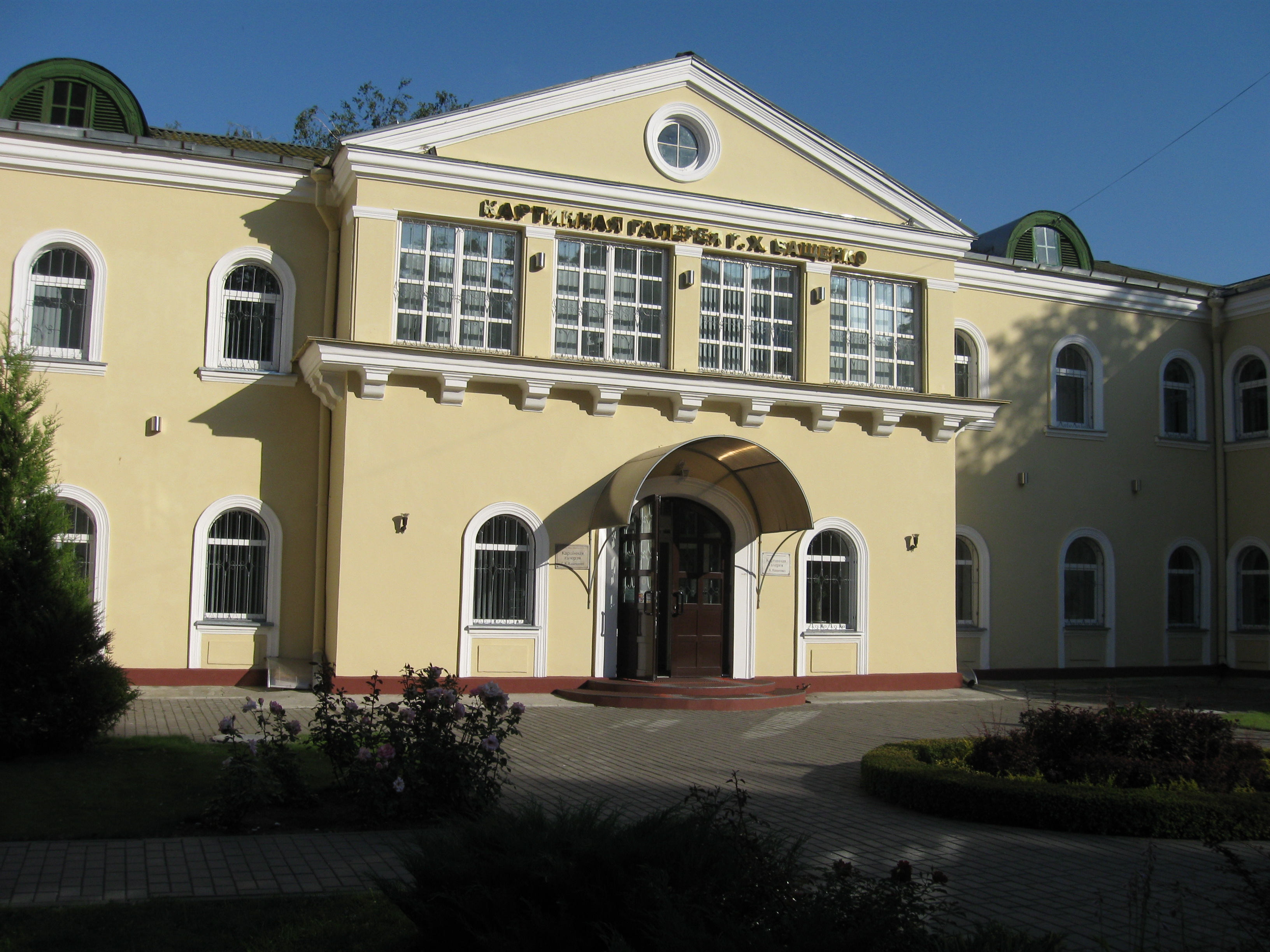
Картинна галерея ім. Г. Х. Ващенка

Гавриїл Ващенко працював в галузі станкового живопису, акварелі, монументального розпису, вітража.
Роботи митця вирізняються жанровим і тематичним розмаїттям. У творах «Маё Палессе», «Нафтавікі Палесся», «Дума пра хлеб» (всі — 1973), «Мацярынскія крылы» (1975), «Нацюрморт з барэльефам Гусоўскага» (1986) та інші — роздуми про минувшину рідної землі, актуальні проблеми сучасності, патріотизм. Важливим подіям білоруської історії присвячені полотна «Грунвальдская бітва» (1985), триптих про повстання К. Калиновського «За зямлю, за волю» (1983), «Балада пра мужнасць» (1974, срібна медаль ім. М. Грекова), «Прарыў», «Мір зямлі маёй», «Ліпеньскі мед» (1982, за всі — Державна премія 1987 року).
Г. Х. Ващенко створив портрети видатних державних і політичних діячів, письменників Білорусі: Я. Коласа, Я. Купали, Єфросинії Полоцької, Кирила Туровського, Вітовта, Льва Сапіги та інших. Митець є автором монументального розпису «Зямля Светлагорская» (1973) у Палаці культури хіміків у Свєтлогорську.
Художник продовжує творити й організовує і проводить виставки практично щороку. Роботи митця знаходяться у 28 найбільших музеях по всьому світу, наприклад, лише у фондах Третьяковської галереї перебуває 12 полотен Г. Х. Ващенка.
Міжнародний біографічний центр у Кембриджі (Англія) присудив Г. Ващенку почесні звання «Людина року 1992—1996», «Людина ХХ століття» (1992), іменну срібну медаль, «Золотий диск» (1993—1994). У 1995 році художник був нагороджений медаллю «Франциска Скорини».
Дружина художника, Матильда Адамівна Ващенко, передала Гомелю колекцію, що включає 70 робіт сучасних білоруських художників, друзів і учнів Гавриїла Харитоновича, в тому числі півсотні робіт Г. Х. Ващенка, що дало змогу 5 лютого 2002 року відкрити у місті картинну галерею — у знак вдячності міста за дар колекції. У музеї діє постійна експозиція картин Гавриїла Ващенка.

## Виноски
1. ↑  Постійна експозиція Г. Х. Ващенка [Архівовано 15 травня 2012 у Wayback Machine.] на Вебсторінка державної установи «Картинна галерея ім. Гавриїла Харитоновича Ващенка», Гомель [Архівовано 16 вересня 2011 у Wayback Machine.] (рос.)
2. ↑  Картинна галерея Г. Х. Ващенка (Гомель)[недоступне посилання з травня 2019] на Інформаційно-довідковий портал «Інтерфакс-Білорусь»[недоступне посилання з травня 2019] (рос.)